# High Speed 1
| Eurostar in der Nähe von Ashford |                      |                                          |                                          |
| |                      |                                          |                                          |
| Kursbuchstrecke: | 415                  |                                          |                                          |
| Streckenlänge: | 108 km               |                                          |                                          |
| Spurweite: | 1435 mm (Normalspur) |                                          |                                          |
| Stromsystem: | 25 kV 50 Hz ~        |                                          |                                          |
| Streckengeschwindigkeit: | 300 km/h             |                                          |                                          |
| Zweigleisigkeit: | durchgehend          |                                          |                                          |
| |                      |                                          |                                          |
| \| \| \| \| \| \| \| 0 \| London St Pancras \| London St Pancras \| \| \| \| North London Line \| \| \| \| \| \| \| \| \| \| East Coast Main Line \| \| \| \| \| Tunnel London West (7,5 km) \| \| \| \| \| Temple Mills Depot \| \| \| \| 9 \| Stratford International \| Stratford International \| \| \| \| Temple Mills Line \| \| \| \| \| Tunnel London Ost (10 km) \| \| \| \| 21 \| Verbindung Ripple Lane (Güterzüge) \| Verbindung Ripple Lane (Güterzüge) \| \| \| \| Rainham-Viadukt (0,5 km) \| \| \| \| 27 \| Aveley-Viadukt (1 km) \| Aveley-Viadukt (1 km) \| \| \| 30 \| Thurrock-Viadukt (1,2 km) \| Thurrock-Viadukt (1,2 km) \| \| \| 32 \| Themse-Tunnel (2,5 km) \| Themse-Tunnel (2,5 km) \| \| \| 37 \| Ebbsfleet International \| Ebbsfleet International \| \| \| \| North Kent Line \| \| \| \| \| Grenze Phase 1 – Phase 2 \| \| \| \| 39 \| Southfleet Junction zur Fawkham Junction \| Southfleet Junction zur Fawkham Junction \| \| \| \| Chatham Main Line nach London Waterloo \| \| \| \| 50 \| Medway Viaduct (1,2 km) \| Medway Viaduct (1,2 km) \| \| \| 54 \| North Downs Tunnel (3,2 km) \| North Downs Tunnel (3,2 km) \| \| \| \| \| \| \| \| 88 \| Ashford-Tunnel (1,5 km) \| Ashford-Tunnel (1,5 km) \| \| \| \| South Eastern Main Line \| \| \| \| 89 \| \| \| \| \| 90 \| Ashford International \| Ashford International \| \| \| \| nach Ramsgate \| \| \| \| 91 \| Marshlink Line, South Eastern Main Line \| Marshlink Line, South Eastern Main Line \| \| \| \| \| \| \| \| \| \| \| \| \| \| South Eastern Main Line \| \| \| \| \| \| \| \| \| \| South Eastern Main Line \| \| \| \| \| \| \| \| \| 106 \| Güterterminal Dollands Moor \| Güterterminal Dollands Moor \| \| \| \| \| \| \| \| \| M20 motorway \| \| \| \| 108 \| Übergang CTRL/Eurotunnel \| Übergang CTRL/Eurotunnel \| \| \| \| Shuttle-Terminal Cheriton \| \| \| \| \| \| \| \| \| 109 \| Eurotunnel zur LGV Nord \| Eurotunnel zur LGV Nord \| \| \| \| \| \| \| \| \| \| \| |                      |                                          |                                          |
| |                      |                                          |                                          |
| Kopfbahnhof Streckenanfang · Strecke | 0                    | London St Pancras                        | London St Pancras                        |
| Abzweig geradeaus, nach links und ehemals von links · Abzweig geradeaus und nach rechts |                      | North London Line                        | North London Line                        |
| Abzweig geradeaus und nach links · Strecke von rechts |                      |                                          |                                          |
| Kreuzung geradeaus oben · Abzweig quer und nach links |                      | East Coast Main Line                     | East Coast Main Line                     |
| Tunnelanfang |                      | Tunnel London West (7,5 km)              | Tunnel London West (7,5 km)              |
| Tunnelende · Betriebs-/Güterbahnhof Streckenanfang |                      | Temple Mills Depot                       | Temple Mills Depot                       |
| Bahnhof · Tunnel | 9                    | Stratford International                  | Stratford International                  |
| Abzweig geradeaus und nach links · Strecke nach rechts |                      | Temple Mills Line                        | Temple Mills Line                        |
| Tunnel |                      | Tunnel London Ost (10 km)                | Tunnel London Ost (10 km)                |
| Abzweig geradeaus und von rechts | 21                   | Verbindung Ripple Lane (Güterzüge)       | Verbindung Ripple Lane (Güterzüge)       |
| Brücke über Wasserlauf |                      | Rainham-Viadukt (0,5 km)                 | Rainham-Viadukt (0,5 km)                 |
| Kreuzung geradeaus oben | 27                   | Aveley-Viadukt (1 km)                    | Aveley-Viadukt (1 km)                    |
| | 30                   | Thurrock-Viadukt (1,2 km)                | Thurrock-Viadukt (1,2 km)                |
| Tunnel | 32                   | Themse-Tunnel (2,5 km)                   | Themse-Tunnel (2,5 km)                   |
| Bahnhof | 37                   | Ebbsfleet International                  | Ebbsfleet International                  |
| Abzweig geradeaus und nach links |                      | North Kent Line                          | North Kent Line                          |
| Strecke · Grenze |                      | Grenze Phase 1 – Phase 2                 | Grenze Phase 1 – Phase 2                 |
| Abzweig geradeaus und nach links · Abzweig geradeaus und von rechts | 39                   | Southfleet Junction zur Fawkham Junction | Southfleet Junction zur Fawkham Junction |
| Strecke |                      | Chatham Main Line nach London Waterloo   | Chatham Main Line nach London Waterloo   |
| Brücke über Wasserlauf | 50                   | Medway Viaduct (1,2 km)                  | Medway Viaduct (1,2 km)                  |
| Tunnel | 54                   | North Downs Tunnel (3,2 km)              | North Downs Tunnel (3,2 km)              |
| Strecke |                      |                                          |                                          |
| Tunnel | 88                   | Ashford-Tunnel (1,5 km)                  | Ashford-Tunnel (1,5 km)                  |
| Abzweig geradeaus und von links · Abzweig geradeaus, nach links und nach rechts · Strecke von rechts |                      | South Eastern Main Line                  | South Eastern Main Line                  |
| Abzweig geradeaus und von links · Kreuzung geradeaus unten · Strecke nach rechts | 89                   |                                          |                                          |
| Bahnhof · Strecke | 90                   | Ashford International                    | Ashford International                    |
| Abzweig geradeaus, nach links und nach rechts · Kreuzung geradeaus oben · Abzweig quer und von rechts |                      | nach Ramsgate                            | nach Ramsgate                            |
| Abzweig geradeaus, nach links und nach rechts · Abzweig geradeaus, von links und von rechts · Strecke nach rechts | 91                   | Marshlink Line, South Eastern Main Line  | Marshlink Line, South Eastern Main Line  |
| Strecke |                      |                                          |                                          |
| Strecke nach links · Strecke von rechts |                      |                                          |                                          |
| Strecke von rechts · Strecke |                      | South Eastern Main Line                  | South Eastern Main Line                  |
| Strecke von links · Kreuzung geradeaus unten · Abzweig geradeaus und nach rechts |                      |                                          |                                          |
| Kreuzung geradeaus oben · Abzweig geradeaus und nach rechts · Strecke |                      | South Eastern Main Line                  | South Eastern Main Line                  |
| Strecke · Abzweig geradeaus und von links · Abzweig geradeaus und nach rechts |                      |                                          |                                          |
| Strecke · Dienststation / Betriebs- oder Güterbahnhof · Strecke | 106                  | Güterterminal Dollands Moor              | Güterterminal Dollands Moor              |
| Strecke nach links · Abzweig geradeaus, von links und von rechts · Strecke nach rechts |                      |                                          |                                          |
| |                      | M20 motorway                             |                                          |
| Strecke von links · Kreuzung geradeaus oben · Strecke von rechts | 108                  | Übergang CTRL/Eurotunnel                 | Übergang CTRL/Eurotunnel                 |
| Strecke nach links · Abzweig geradeaus und von rechts · Dienststation / Betriebs- oder Güterbahnhof |                      | Shuttle-Terminal Cheriton                | Shuttle-Terminal Cheriton                |
| Abzweig geradeaus und von links · Strecke nach rechts |                      |                                          |                                          |
| Tunnelanfang | 109                  | Eurotunnel zur LGV Nord                  | Eurotunnel zur LGV Nord                  |
| Überleitstelle / Spurwechsel (im Tunnel) |                      |                                          |                                          |
| Grenze (im Tunnel) |                      |                                          |                                          |

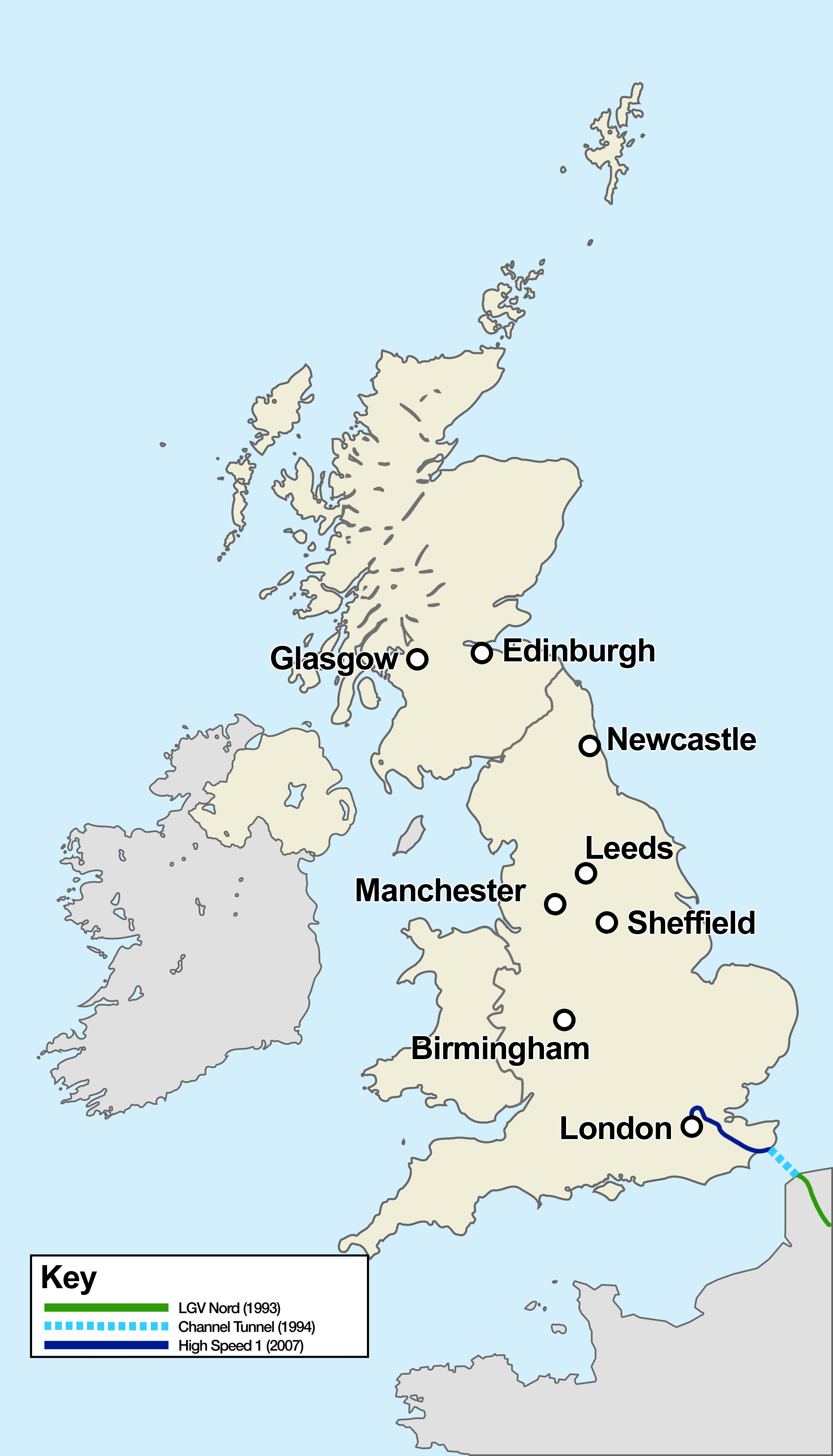
Streckenverlauf

High Speed 1 (HS1), ursprünglich als Channel Tunnel Rail Link (CTRL) bezeichnet, ist eine 108 km lange Schnellfahrstrecke, die London mit dem Eurotunnel unter dem Ärmelkanal verbindet und eine Geschwindigkeit von 300 km/h zulässt. Die Strecke ist der erste größere Eisenbahnneubau in Großbritannien seit mehr als hundert Jahren und ersetzt die alte Route durch die Grafschaft Kent, auf der die Eurostar-Hochgeschwindigkeitszüge mit maximal 100 mph (160 km/h) unterwegs waren.
Am 28. September 2003 ging der erste Teil der Strecke, vom Eurotunnel bis Fawkham Junction, in Betrieb. Damit konnte die Reisezeit zwischen London und dem Kanaltunnel zunächst um 20 Minuten gesenkt werden.
Sektion 2 bis zum Bahnhof St Pancras wurde am 14. November 2007 eröffnet. Die Reisezeit auf der Strecke London–Paris verkürzte sich auf 2 Stunden 15 Minuten, während Brüssel in 1 Stunde 51 Minuten erreicht werden kann. Am 4. September 2007 befuhr erstmals ein Eurostar mit Fahrgästen die gesamte Strecke und benötigte für London St. Pancras–Paris Nord 2 Stunden, 3 Minuten und 39 Sekunden.

## Aufbau und Verlauf
Sektion 1 des vollständig höhenfrei ausgeführten CTRL ist 74 km lang und führt vom Portal des Eurotunnels nördlich von Folkestone bis zum Anschluss an das Netz von National Rail mit der Fawkham Junction im nördlichen Kent westlich von Longfield und östlich des Bahnhofs Farningham Road. Die Eurostar-Züge fuhren bis zum 13. November 2007 auf dem Londoner Vorortsnetz bis zum Bahnhof Waterloo International. Mit der Inbetriebnahme dieses ersten Teils verkürzten sich die Fahrzeiten zwischen London und Paris um 21 Minuten auf zwei Stunden und 35 Minuten.
Der erste Abschnitt umfasst bedeutende Kunstbauten wie den 1,2 km langen Medway Viaduct über den Fluss Medway bei Rochester und den 3,2 km langen Tunnel durch die Hügelkette North Downs bei Maidstone. Die Strecke wurde mit den Autobahnen M2 und M20 gebündelt, die Betriebsgeschwindigkeit beträgt 300 km/h.
Die Sektion 2, die am 14. November 2007 in Betrieb genommen wurde, ist 39,4 km lang und führt von Southfleet Junction zum Londoner Bahnhof St Pancras. Mit der Inbetriebnahme dieses zweiten Teils verkürzten sich die Fahrzeiten zwischen London und Paris um weitere 20 Minuten auf 2 Stunden 15 Minuten. Wenige Kilometer nördlich von dem Abzweig Southfleet Junction ist der neue Bahnhof Ebbsfleet International gebaut worden. Unmittelbar nördlich dieses Bahnhofs beginnt der 2,5 km lange Tunnel unter der Themse; nördlich des Flusses verläuft die Strecke bis Dagenham neben der London, Tilbury and Southend Line. An der folgenden Strecke bis an den Rand des Stadtzentrums von London gibt es zwei weitere Tunnel von 10 (London East Tunnel▼) und 7,5 km (London West Tunnel) Länge und den neuen Bahnhof Stratford International. Man kann die beiden Tunnel als einen einzigen betrachten, der durch den Bahnhof Stratford International für einen Kilometer offengelegt ist. Der London East Tunnel löst den Severn-Tunnel (7,008 km) als längsten Eisenbahntunnel in Großbritannien ab.
Die Ostseite des Bahnhofs St. Pancras mit den Bahnsteigen 5 bis 13 wurde für den Neubaustrecken-Betrieb angepasst. Dabei stehen sechs Gleise dem internationalen Eurostar-Verkehr sowie drei weitere dem lokalen Zugverkehr zur Verfügung.

## Geschichte

### Planung
Seit der Eröffnung des Eurotunnels existierte auf dem französischen Abschnitt der Eurostar-Verbindung eine Schnellfahrstrecke, die LGV Nord, auf der mit 300 km/h gefahren werden kann. 1997 folgte die HSL 1 von der belgisch-französischen Grenze bis kurz vor Brüssel. In Großbritannien jedoch stand keine Strecke dieser Art zur Verfügung und die grenzüberschreitenden Züge mussten auf dem vorhandenen Altbaunetz verkehren, mit entsprechend reduzierter Geschwindigkeit. Der schlechte Zustand der britischen Eisenbahninfrastruktur im Allgemeinen verursachte darüber hinaus regelmäßige und unvorhersehbare Verspätungen, was sich auch auf den Zuspruch des Eurostar-Angebots negativ auswirkte. Darüber hinaus waren und sind im englischen Netz andere Standards üblich (z. B. anderes Lichtraumprofil, Stromschiene statt Oberleitung), die seitens der Züge teure Spezialanfertigungen nötig machten, die für beide Standards geeignet waren.
Bereits im Juli 1988 hatte British Rail einen Bericht zu möglichen Routen von Zügen zwischen dem Kanaltunnel und London vorgelegt. Es folgten Studien für eine entsprechende Hochgeschwindigkeitsstrecke aus dem Raum London über Kent zum Kanaltunnel, die aus Kostengründen keine Zustimmung fanden. Im Frühjahr 1991 wurde eine modifizierte Variante vorgelegt, die der Bestandsstrecke durch die North Downs folgte und vier Varianten zur Einbindung in den Knoten London enthielt. Im Oktober 1991 befürwortete die britische Regierung diesen Plan, lehnte jedoch die Einführung über den Südosten Londons ab und schlug eine östlichere Linienführung über Ebbsfleet nach St. Pancras vor.
Ab 1992 arbeitete die Unternehmenseinheit „Union Railways“ an dem Projekt. Auf politischen Wunsch hin wurde die Neubaustrecke auch für den Güterverkehr ausgelegt. Im März 1994 schrieb die Regierung einen Wettbewerb aus, um einen privaten Partner für die Realisierung des CTRL-Projekts zu finden. Im März 1996 ging London and Continental Railways (LCR) als Sieger aus diesem Wettbewerb hervor.
LCR übernahm auch die Aktien von Eurostar (UK). Die ursprünglichen Mitglieder des LCR-Konsortiums waren National Express Group, Virgin Group, SBC Warburg, Bechtel und London Electric. Als die mittlerweile aufgelöste Staatsbahn British Rail noch existierte, lag die Projektleitung bei Union Railways, das dann eine Tochtergesellschaft von LCR wurde.
Ursprünglich sollte die gesamte Strecke im Rahmen eines einzigen Projekts gebaut werden. Erhebliche finanzielle Probleme zwangen im Jahr 1998 die Verantwortlichen dazu, das Projekt in zwei Sektionen aufzuteilen. Im Rahmen eines Sanierungsprogramms gab LCR Anleihen im Wert von 1,6 Milliarden Pfund heraus, um Sektion 1 zu finanzieren; Sektion 2 war zu diesem Zeitpunkt ernsthaft in Frage gestellt. Eigentlich war geplant gewesen, nach Fertigstellung den Betrieb der Strecke an Union Railways zu übertragen. Die Vertragspartner vereinbarten, die fertiggestellte Sektion 1 an die Bahninfrastrukturgesellschaft Railtrack zu verkaufen, die auch die Option erhielt, Sektion 2 zu erwerben. Railtrack hingegen verpflichtete sich, sowohl die ganze Strecke als auch den Bahnhof St Pancras zu betreiben (letzterer war 1996 im Gegensatz zu allen anderen britischen Bahnhöfen an LCR übertragen worden).

### Bau
Mit der Vergabe der ersten beiden Bauaufträge (im Umfang von rund 250 Millionen Pfund) begann im Januar 2001 die zweite Bauphase der Strecke; der Baubeginn war dabei für Juli 2001 geplant. Die zweite und letzte Vergaberunde für den Abschnitt (über 600 Millionen Pfund) war für Ende Februar 2001 geplant.
2001 gab Railtrack bekannt, dass es aufgrund eigener finanzieller Probleme nicht in der Lage sei, Sektion 2 nach Fertigstellung zu erwerben. Diese Ankündigung löste eine zweite Restrukturierung aus. Ein im Jahr 2002 vereinbarter Plan sah vor, dass Sektion 1 im Besitz von Railtrack bleibt, LCR Sektion 2 jedoch nicht verkauft (hingegen sollte die Verwaltung für beide Sektionen bei Railtrack liegen). Die immer größer werdenden finanziellen Probleme zwangen Railtrack dazu, seinen Anteil am CTRL an LCR zurückzuverkaufen. LCR wiederum verkaufte die Betriebsrechte der gesamten Strecke an Network Rail, den Nachfolger des letztlich bankrotten Unternehmens Railtrack. Damit war LCR wieder im Besitz beider Sektionen, wie schon 1996.
Infolge der Restrukturierung des Projekts besteht das LCR-Konsortium seit 2006 aus den Baukonzernen Arup, Bechtel, Halcrow und Systra, den Verkehrsunternehmen National Express Group und SNCF, dem Energieunternehmen Électricité de France sowie der UBS Investment Bank. Nach ihrer Fertigstellung wird die gesamte Strecke an den neuen langfristigen Besitzer London & Continental Stations and Property übertragen, während Network Rail für Verwaltung, Betrieb und Unterhalt zuständig sein wird.
Im November 2006 benannte L&CR die Bahnstrecke von Channel Tunnel Rail Link in High Speed 1 (kurz HS1) um. Damit sollte auch ausgedrückt werden, dass es nicht mehr nur darum geht, London an den Kanaltunnel anzubinden, sondern den Grundstein für eine Reihe von Hochgeschwindigkeitsstrecken in Großbritannien zu legen.

### Betrieb

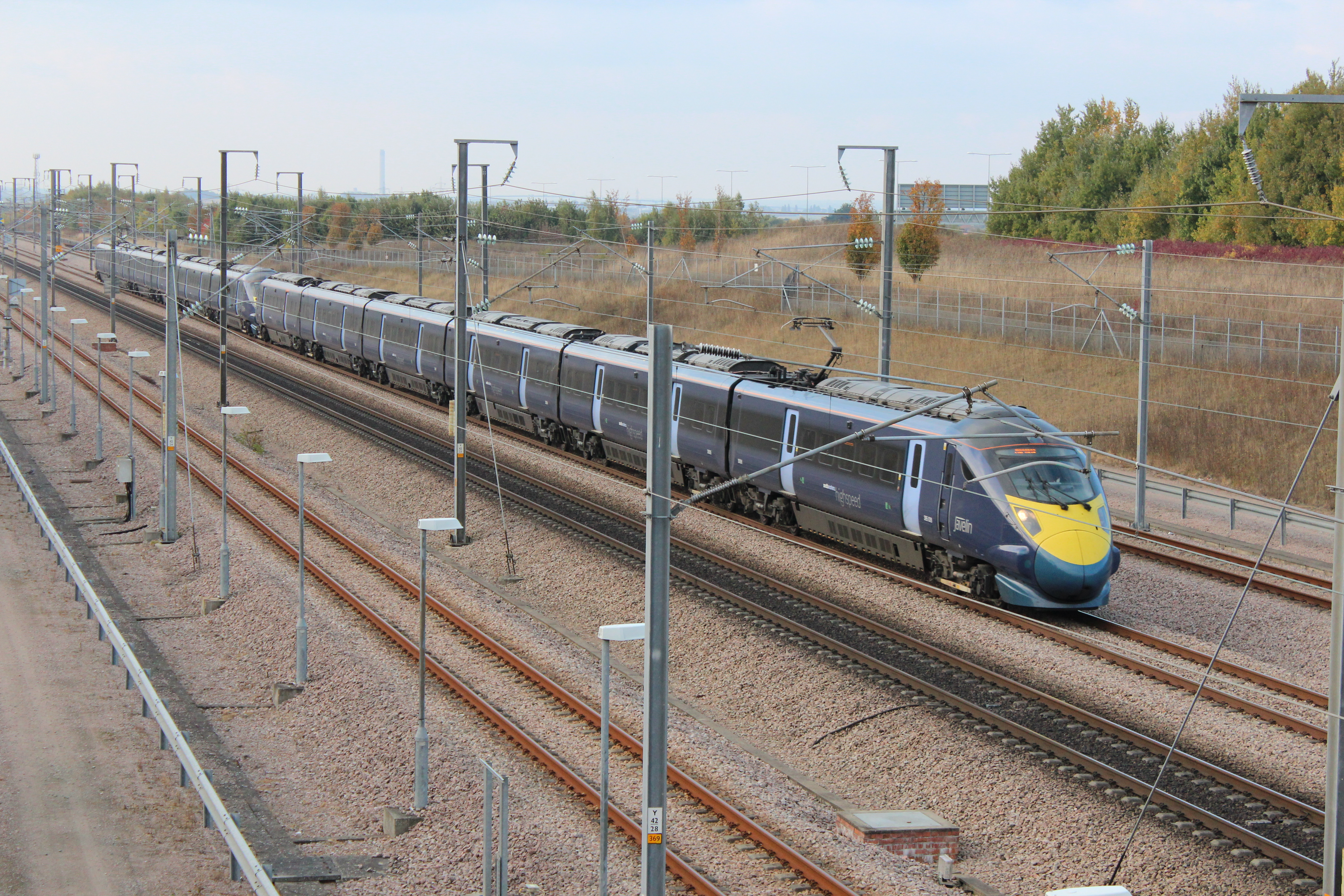
Zwei Javelin-Hochgeschwindigkeitszüge von Southeastern in Doppeltraktion bei den Überholgleisen in Singlewell (Gravesend)

Bei einer Testfahrt am 30. Juli 2003 wurde mit 334,7 km/h ein neuer britischer Geschwindigkeitsrekord auf Schienen erzielt. Die Eurostar-Einheit 3313/3314 überbot damit den Rekord von 259,5 km/h, den 1979 ein Neigetechnikzug erreicht hatte.
Bei einer Testfahrt am 6. März 2007 wurde der nach der Eröffnung der Sektion 2 nicht mehr anzufahrende Bahnhof Waterloo International über diese Strecke erstmals erreicht.
Nach der Inbetriebnahme des zweiten Neubauabschnitts stieg der Umsatz von Eurostar binnen sechs Wochen um 20 Prozent an. Die Zugverbindungen erreichten einen Marktanteil von rund 70 Prozent.
Mitte 2009 hat die britische Regierung die Kontrolle über die Betreibergesellschaft London & Continental Railways Ltd. für 5,16 Milliarden Pfund übernommen. Dies war ein weiterer Schritt hin zu einem Verkauf der Betriebskonzession für die HS1. Mit den Erlösen sollen die Baukosten teilweise wieder hereingespielt werden. Gleichzeitig sollen die Trassenpreise für die Strecke durch die Entlastung der Betreibergesellschaft und durch eine langfristig stabile finanzielle Basis sinken. Es wird erwartet, dass die Regierung eine Betriebskonzession für die Strecke über eine Laufzeit von etwa 40 Jahren verkauft. Die Strecke soll dabei ohne öffentliche Zuwendungen auskommen. Im November 2010 entschied ein kanadisches Konsortium den Bieterwettstreit für sich. Der Kaufpreis liegt bei 2,1 Milliarden Pfund und beinhaltet eine Betriebskonzession über 30 Jahre.
Am 29. Juni 2009 wurde der Vorlaufbetrieb im Regionalverkehr mit 29 Triebzügen der Baureihe 395 aufgenommen, sechs Monate vor dem im Verkehrsvertrag vorgesehenen Beginn. Seit Dezember 2009 wird über den CTRL auch innerenglischer Hochgeschwindigkeitsverkehr abgewickelt. Zu diesem Zeitpunkt haben die Züge der Class 395 ihren Vollbetrieb zwischen London und Südostengland aufgenommen.
DB Cargo UK betreibt seit 2012 Güterzüge auf der HS1. Gezogen werden diese Züge von modifizierten Lokomotiven der Baureihe 92.
Mit Trassenpreisen von rund 40 Euro je Zugkilometer im Personen-Hochgeschwindigkeitsverkehr ist die Strecke laut Angaben der Deutschen Bahn die in der Benutzung teuerste Hochgeschwindigkeitsstrecke in Europa (Stand: 2010), abgesehen vom Eurotunnel.
Seit März 2020 werden die Bahnhöfe Ashford und Ebbsfleet nicht von den Eurostar-Zügen bedient.

## Verbindung mit der High Speed 2
Die geplante Verbindungsstrecke High Speed 1 – High Speed 2, eine Spange zwischen dem Bahnhof Stratford International und Bahnhof Old Oak Common  wurde aus Kostengründen im Jahr 2015 aus der Beschlussvorlage des Parlaments entfernt.
Stattdessen wird eine Fußgängerverbindung zur Verbindung der beiden rund einen Kilometer entfernten Endbahnhöfe (St Pancras und Euston) geprüft. Die beiden Stationen sind darüber hinaus durch die Londoner U-Bahn verbunden. Im Rahmen von Crossrail 2 ist eine Station geplant, die quer zwischen beiden Bahnhöfen liegen soll.
Eine Studie des Ingenieurbüro Arup schätzte die Kosten für eine eingleisige Verbindung auf 458 Mio. £, eine zweigleisige Verbindung auf 812 Mio. £ und eine Hochgeschwindigkeitsverbindung zwischen beiden Schnellfahrstrecken auf 3,6 Mrd. £, Empfehlung der Studie war die zweigleisige Verbindung.

## Technik
Die Stromzufuhr der CTRL erfolgt wie im Eurotunnel über Wechselstrom-Fahrleitungen mit 25 kV 50 Hz anstelle der in Südengland üblichen Stromschienen mit 750-V-Gleichstrom.
Als Zugsicherung sind TVM 430 und KVB eingebaut.
Das Lichtraumprofil entspricht dem auf dem europäischen Festland verbreiteten UIC-Profil GC. Im Bahnhof Ashford International, der Network Rail und nicht dem Eigentümer von High Speed 1 gehört, gilt für die Gleise 3 und 4, wo einige Eurostar-Züge halten, das Profil GB+. Dort hängt die Oberleitung 4,68 m hoch, während sie auf der HS1 über 5 m hoch hängt. Die Verbindungsstrecke von Southfleet Junction an der HS1 zur Fawkham Junction mit der Chatham Main Line (Richtung Waterloo) hat nur ein britisches Lichtraumprofil W6/W6A.
Auf der Strecke sollte im Laufe der 2010er Jahre ETCS eingeführt werden. Aktuelle Erwägungen sehen eine Einführung erst für das Jahr 2032 vor.

## Kosten
Die Baukosten lagen bei 5,7 Milliarden Britischen Pfund.
Die Kosten für den ersten Bauabschnitt wurden 2003 auf 1,9 Milliarden Britische Pfund beziffert. Die geschätzten Kosten für das Gesamtprojekt beliefen sich dabei auf 5,2 Milliarden Pfund.
Die variablen Kosten bzw. Trassenpreise (track access charges) werden mit 42 Euro je Zugkilometer angegeben.

## Eigentümer
HS1 wurde für 2,1 Mrd. Britische Pfund an zwei kanadische Pensionsfonds verkauft, die die Strecke seit Nov. 2010 betrieben. 2017 wurde der Weiterverkauf für 3 Mrd. Pfund an Fonds bekanntgegeben, die von InfraRed Capital Partners Ltd. und Equitix Investment Management Ltd. beraten werden; Beteiligte sind u. a. HICL Infrastructure und der nationale Pensionsfonds Südkoreas.